# یوشیهیرو ناکانو
یوشیهیرو ناکانو (ژاپنی: 中野 嘉大؛ زادهٔ ۲۴ فوریهٔ ۱۹۹۳) یک بازیکن فوتبال اهل ژاپن است.
از باشگاه‌هایی که در آن بازی کرده‌است می‌توان به باشگاه فوتبال کاوازاکی فرونتال، باشگاه فوتبال وگالتا سندای و باشگاه فوتبال هوکایدو کونسادول ساپورو اشاره کرد.